# Familia Brătianu
Familia Brătianu este o familie boierească română, care a dat mai multe personalități din istoria Țării Românești și a României, printre care se numără Ion Brătianu și Ionel Brătianu.
Originile familiei sunt din nordul județului Argeș, mai exact în satul Brătieni (actuala comună Brăduleț). Primul membru al familiei atestat documentar este Eftimie, pitarul din Brătieni, care cumpără o moșie la Șuici în 1570, mort în 1623, și căsătorit cu Stanca, fiica logofătului Oprea Șuiceanu din Retevoești.

## Membri
- Brătianu, Constantin (n. 1786 – d. 1844) mare clucer, deputat în Obșteasca Adunare, ispravnic de Argeș, căsătorit cu Ana Tigveanu din Tigveni.
- Brătianu, Dumitru, cunoscut și ca Brătianu, Dimitrie (n. 1818 – d. 1892), om politic român, premier al României pentru scurt timp în 1881, de la 22 aprilie până la 21 iunie.
- Brătianu, Ion C. (n. 1821 – d. 1891), militar, prefect al poliției în guvernul revoluționar de la 1848, politician liberal, ministru, prim-ministru, pamfletar, scriitor român, membru de onoare al Academiei Române din 1885.
- Brătianu, Constantin I. (n. 1844 – d. 1910), general, geodez, cartograf, membru corespondent Academiei Române din 1899.
- Brătianu, Constantin (Bebe) (n. 1887 – d. 1956) - om politic, ministru al producției de război, secretar general al Partidului Național Liberal, victimă a regimului comunist.
- Brătianu, Ion (Ionel) I. C. (n. 1864 – d. 1927), militar, om politic, membru de onoare al Academiei Române din 1923.
- Brătianu, Dan D.  (n. 1866 – d. 1899), politic liberal, deputat (Partidul Național Liberal)
- Brătianu, Constantin I. C. (Dinu) (n. 1866 – d. 1951), inginer, om politic liberal, deputat, ministru român, președinte al Partidului Național Liberal, victimă a regimului comunist din România.
- Brătianu, Vintilă I. C. (n. 1867 – d. 1930) prim-ministru al României în perioada 1927 - 1928.
- Brătianu, Vintilă V. (Vintilică) (n. 1914 – d. 1994) om politic român, conducător al Partidului Liberal 1993.[1]:p. 275
- Brătianu, Gheorghe I., cunoscut și ca George I. Brătianu, (n. 1898 – d. 1953), istoric și om politic român, profesor universitar, membru titular al Academiei Române din 1942, victimă a regimului comunist din România.
- Pia Brătianu, soția lui Ion C. Bratianu[2]
- Brătianu, Ion I. (C.)  (n. 1939), om politic român, deputat, Secretar de Stat, președintele Uniunii Liberale Brătianu, președintele Agenției Române pentru Promovarea Investițiilor și Asistență Economică din Străinătate (Agenția Română pentru Dezvoltare), fondatorul Fundației Culturale Ion I. Brătianu - București, cofondatorul Asociației Culturale Georges Brătianu - Paris, pamfletar, scriitor.